# Campionati norvegesi di sci alpino 2003
I Campionati norvegesi di sci alpino 2003 si sono svolti a Oppdal dal 20 al 25 marzo. Il programma ha incluso gare di discesa libera, supergigante, slalom gigante, slalom speciale e combinata, tutte sia maschili sia femminili.
Trattandosi di competizioni valide anche ai fini del punteggio FIS, hanno potuto partecipare anche sciatori di altre federazioni, senza che questo consentisse loro di concorrere al titolo nazionale norvegese.

## Risultati

### Uomini

#### Discesa libera
| Pos. | Atleta             | Nazione   | Tempo   |
| ---- | ------------------ | --------- | ------- |
| 1    | Audun Grønvold     | Norvegia  | 1:31,82 |
| 2    | Patrik Järbyn      | Svezia    | 1:31,87 |
| 3    | Lasse Paulsen      | Norvegia  | 1:32,08 |
| 4    | Lasse Kjus         | Norvegia  | 1:32,69 |
| 5    | Andreas Løchen     | Norvegia  | 1:32,71 |
| 6    | Aksel Lund Svindal | Norvegia  | 1:32,73 |
| 7    | Johnny Albertsen   | Danimarca | 1:32,82 |
| 8    | Bjarne Solbakken   | Norvegia  | 1:33,20 |
| 9    | Trygve Sande       | Norvegia  | 1:33,27 |
| 10   | Ole Magnus Kulbeck | Norvegia  | 1:33,36 |

Data: 20 marzo

#### Supergigante
| Pos. | Atleta                    | Nazione  | Tempo   |
| ---- | ------------------------- | -------- | ------- |
| 1    | Kjetil André Aamodt       | Norvegia | 1:18,96 |
| 2    | Patrik Järbyn             | Svezia   | 1:19,07 |
| 3    | Bjarne Solbakken          | Norvegia | 1:19,88 |
| 4    | Audun Grønvold            | Norvegia | 1:19,91 |
| 5    | Lasse Kjus                | Norvegia | 1:20,14 |
| 6    | Lasse Paulsen             | Norvegia | 1:20,19 |
| 7    | Aksel Lund Svindal        | Norvegia | 1:20,47 |
| 8    | Lars Ola Kjos             | Norvegia | 1:20,58 |
| 9    | Tor Henning Fodnesbergene | Norvegia | 1:20,70 |
| 10   | Trygve Sande              | Norvegia | 1:20,91 |

Data: 22 marzo

#### Slalom gigante
| Pos. | Atleta              | Nazione  | Tempo   |
| ---- | ------------------- | -------- | ------- |
| 1    | Aksel Lund Svindal  | Norvegia | 2:35,13 |
| 2    | Kjetil André Aamodt | Norvegia | 2:35,22 |
| 3    | Andreas Nilsen      | Norvegia | 2:36,00 |
| 4    | Bjarne Solbakken    | Norvegia | 2:36,64 |
| 5    | Charlie Bergendahl  | Svezia   | 2:37,02 |
| 6    | Patrik Järbyn       | Svezia   | 2:37,32 |
| 7    | Truls Ove Karlsen   | Norvegia | 2:37,67 |
| 8    | Lasse Paulsen       | Norvegia | 2:38,13 |
| 9    | Hans Petter Buraas  | Norvegia | 2:38,51 |
| 10   | Andreas Løchen      | Norvegia | 2:38,58 |

Data: 24 marzo

#### Slalom speciale
| Pos. | Atleta                         | Nazione   | Tempo   |
| ---- | ------------------------------ | --------- | ------- |
| 1    | Aksel Lund Svindal             | Norvegia  | 1:38,97 |
| 2    | Andreas Nilsen                 | Norvegia  | 1:40,10 |
| 3    | Truls Ove Karlsen              | Norvegia  | 1:40,48 |
| 4    | Kjetil Jansrud                 | Norvegia  | 1:40,59 |
| 5    | Jarl Rune Kjæmperud            | Norvegia  | 1:41,69 |
| 6    | Harald Christian Strand Nilsen | Norvegia  | 1:42,38 |
| 7    | Mikkel Bjørge                  | Norvegia  | 1:43,78 |
| 8    | Mons Bjørge                    | Norvegia  | 1:43,78 |
| 9    | Lars Elton Myhre               | Norvegia  | 1:43,87 |
| 10   | Jukka Rajala                   | Finlandia | 1:44,41 |

Data: 25 marzo

#### Combinata
| Pos. | Atleta             | Nazione  |
| ---- | ------------------ | -------- |
| 1    | Aksel Lund Svindal | Norvegia |
| 2    | Truls Ove Karlsen  | Norvegia |
| 3    | Bjarne Solbakken   | Norvegia |

### Donne

#### Discesa libera
| Pos. | Atleta                | Nazione   | Tempo   |
| ---- | --------------------- | --------- | ------- |
| 1    | Pia Nic Gundersen     | Norvegia  | 1:38,80 |
| 2    | Dagný Kristjánsdóttir | Islanda   | 1:38,99 |
| 3    | Hedda Berntsen        | Norvegia  | 1:39,21 |
| 4    | Nike Bent             | Svezia    | 1:39,29 |
| 5    | Ingrid Oldertrøen     | Norvegia  | 1:39,78 |
| 6    | Lisa Bremseth         | Norvegia  | 1:39,99 |
| 7    | Cathrine Meisingset   | Norvegia  | 1:40,51 |
| 8    | Pia Rivelsrud         | Norvegia  | 1:40,84 |
| 9    | Lene Løseth           | Norvegia  | 1:41,45 |
| 10   | Tupaarnaq Kreutzann   | Danimarca | 1:42,74 |

Data: 20 marzo

#### Supergigante
| Pos. | Atleta                | Nazione  | Tempo   |
| ---- | --------------------- | -------- | ------- |
| 1    | Andrine Flemmen       | Norvegia | 1:22,78 |
| 2    | Dagný Kristjánsdóttir | Islanda  | 1:23,58 |
| 3    | Nike Bent             | Svezia   | 1:24,05 |
| 4    | Stina Hofgård Nilsen  | Norvegia | 1:24,69 |
| 5    | Pia Borgen            | Norvegia | 1:24,93 |
| 6    | Lisa Bremseth         | Norvegia | 1:25,08 |
| 7    | Anna-Lena Hansson     | Svezia   | 1:25,42 |
| 8    | Vibeke Wilhelmsen     | Norvegia | 1:25,57 |
| 9    | Hedda Berntsen        | Norvegia | 1:25,70 |
| 10   | Ingrid Oldertrøen     | Norvegia | 1:25,88 |

Data: 22 marzo

#### Slalom gigante
| Pos. | Atleta                | Nazione   | Tempo   |
| ---- | --------------------- | --------- | ------- |
| 1    | Andrine Flemmen       | Norvegia  | 2:19,88 |
| 2    | Stina Hofgård Nilsen  | Norvegia  | 2:20,56 |
| 3    | Line Viken            | Norvegia  | 2:21,37 |
| 4    | Karina Birkelund      | Norvegia  | 2:22,74 |
| 5    | Pia Borgen            | Norvegia  | 2:22,90 |
| 6    | Therese Neergaard     | Norvegia  | 2:22,98 |
| 7    | Dagný Kristjánsdóttir | Islanda   | 2:24,00 |
| 8    | Pia Rivelsrud         | Norvegia  | 2:24,12 |
| 9    | Vibeke Wilhelmsen     | Norvegia  | 2:24,66 |
| 10   | Noora Haterma         | Finlandia | 2:25,31 |

Data: 24 marzo

#### Slalom speciale
| Pos. | Atleta               | Nazione  | Tempo   |
| ---- | -------------------- | -------- | ------- |
| 1    | Line Viken           | Norvegia | 1:43,55 |
| 2    | Lisa Bremseth        | Norvegia | 1:44,10 |
| 3    | Trine Bakke          | Norvegia | 1:44,66 |
| 4    | Andrine Flemmen      | Norvegia | 1:45,54 |
| 5    | Lene Løseth          | Norvegia | 1:46,84 |
| 6    | Stina Hofgård Nilsen | Norvegia | 1:48,57 |
| 7    | Kathrine Nordahl     | Norvegia | 1:48,79 |
| 8    | Emma Furuvik         | Islanda  | 1:49,84 |
| 9    | Tessa Godager        | Norvegia | 1:50,97 |
| 10   | Ane Emilie Helsem    | Norvegia | 1:51,40 |

Data: 25 marzo

#### Combinata
| Pos. | Atleta            | Nazione  |
| ---- | ----------------- | -------- |
| 1    | Lisa Bremseth     | Norvegia |
| 2    | Lene Løseth       | Norvegia |
| 3    | Ingrid Oldertrøen | Norvegia |